# Длиннохвостые камышовки
Длиннохвостые камышовки (лат. Megalurus) — род насекомоядных птиц из семейства сверчковых (Locustellidae), монотипический с июля 2018 года.

## Классификация
До июля 2018 года в род включали 10 видов, позже в результате филогенетического исследования в роду остался только один вид — болотная длиннохвостая камышовка, остальные были перенесены в рода Cincloramphus и Poodytes.
| † | Название вида на июнь 2018 года | Название вида на ноябрь 2018 года                  | Русское название вида              |
| - | ------------------------------- | -------------------------------------------------- | ---------------------------------- |
|   | Megalurus albolimbatus          | Poodytes albolimbatus D'Albertis & Salvadori, 1879 | Белокрылая длиннохвостая камышовка |
|   | Megalurus carteri               | Poodytes carteri (North, 1900)                     |                                    |
|   | Megalurus cruralis              | Cincloramphus cruralis (Vigors & Horsfield, 1827)  | Бурый жаворонковый певун           |
|   | Megalurus gramineus             | Poodytes gramineus (Gould, 1845)                   | Карликовая длиннохвостая камышовка |
|   | Megalurus macrurus              | Cincloramphus macrurus (Salvadori, 1876)           |                                    |
|   | Megalurus mathewsi              | Cincloramphus mathewsi (Iredale, 1911)             | Рыжий жаворонковый певун           |
|   | Megalurus palustris             | Megalurus palustris Horsfield, 1821                | Болотная длиннохвостая камышовка   |
|   | Megalurus punctatus             | Poodytes punctatus (Quoy & Gaimard, 1832)          |                                    |
| † | Megalurus rufescens             | Poodytes rufescens (Buller, 1869)                  |                                    |
|   | Megalurus timoriensis           | Cincloramphus timoriensis (Wallace, 1864)          | Тиморская длиннохвостая камышовка  |